# Tlalpan, Hidalgo
Tlalpan är en ort i Mexiko.   Den ligger i kommunen Zimapán och delstaten Hidalgo, i den sydöstra delen av landet, 150 km norr om huvudstaden Mexico City. Tlalpan ligger 1 797 meter över havet och antalet invånare är 535.
Terrängen runt Tlalpan är varierad. Runt Tlalpan är det ganska glesbefolkat, med 39 invånare per kvadratkilometer. Närmaste större samhälle är Zimapan, 3,2 km nordväst om Tlalpan. Trakten runt Tlalpan består i huvudsak av gräsmarker.